# Deutsche Chemische Gesellschaft zu Berlin
La Deutsche Chemische Gesellschaft zu Berlin (DChG), en català Societat Química Alemanya de Berlín, fou una societat professional de químics durant la Confederació d'Alemanya del Nord, l'Imperi Alemany, la República de Weimar i el Tercer Reich. Fou fundada a Berlín l'11 de novembre del 1867 i es dissolgué amb la derrota alemanya a la Segona Guerra Mundial.
El DChG fou fundada a Berlín el 1867 a la Confederació d'Alemanya del Nord per iniciativa del químic August Wilhelm von Hofmann. La societat es considerava una organització professional i un vincle entre la investigació universitària i la investigació industrial durant l'Imperi Alemany. La seva seu a partir de 1900 es trobava situada a la casa Hofmann. Publicava des del 1868 la revista Berichte der Deutschen Chemischen Gesellschaft. El 1928 se separà en dues revistes Berichte der Deutschen Chemischen Gesellschaft, A: Vereins-Nachrichten i Berichte der Deutschen Chemischen Gesellschaft, B: Abhandlungen.
Entre els químics fundadors destaquen a més de Hofmann, elegit president de la reunió constituent, Adolf von Baeyer, que obrí la sessió, i Heinrich Gustav Magnus, Carl Alexander Martius, Alexander Mitscherlich, Alphons Oppenheim, Carl Rammelsberg, Isidore Rosenthal, Carl Scheibler, Ernst Christian Friedrich Schering, Hermann Wilhelm Vogel i Hermann Wichelhaus.
La seva successora és la Gesellschaft Deutscher Chemiker (GDCh), fundada el 1949 a la zona occidental. també ho és del Verein Deutscher Chemiker (VDCh).